# Luis Ramallo
Luis William Ramallo Fernández (Cochabamba, 4 luglio 1963) è un allenatore di calcio ed ex calciatore boliviano, di ruolo attaccante.

## Carriera
Con 137 reti nei club è al 10º posto nella classifica dei marcatori del campionato boliviano.
Con la Nazionale boliviana ha preso parte ai Mondiali 1994, dopo essere stato determinante - grazie ai suoi 7 gol - nelle qualificazioni.